# Здрач (филмова поредица)
Вижте пояснителната страница за други значения на Здрач.
„Здрач“ или „Сагата Здрач“ (на английски: The Twilight Saga) е поредица от 5 филма, базирани на 4-те романа на Стефани Майър. Филмите излизат в периода 2008 – 2012 г., а главните роли се изпълняват от Кристен Стюарт, Робърт Патинсън и Тейлър Лаутнър.

## Филми
| Премиера        | Филм                  | Режисьор       | Бюджет (млн. USD) | Приходи (млн. USD) |
| --------------- | --------------------- | -------------- | ----------------- | ------------------ |
| 17 ноември 2008 | „Здрач“               | Катрин Хардуик | 37                | 393                |
| 16 ноември 2009 | „Новолуние“           | Крис Вайц      | 50                | 710                |
| 24 юни 2010     | „Затъмнение“          | Дейвид Слейд   | 68                | 698                |
| 16 ноември 2011 | „Зазоряване - част 1“ | Бил Кондън     | 110               | 712                |
| 14 ноември 2012 | „Зазоряване - част 2“ | Бил Кондън     | 120               | 830                |